# Pierre Couverte du Mousseau
Der Dolmen Pierre couverte du Mousseau (auch Les Ulmes Dolmen genannt) liegt in einem Feld östlich von Les Ulmes, südwestlich von Saumur im Département Maine-et-Loire in Frankreich. Dolmen ist in Frankreich der Oberbegriff für Megalithanlagen aller Art (siehe: Französische Nomenklatur).

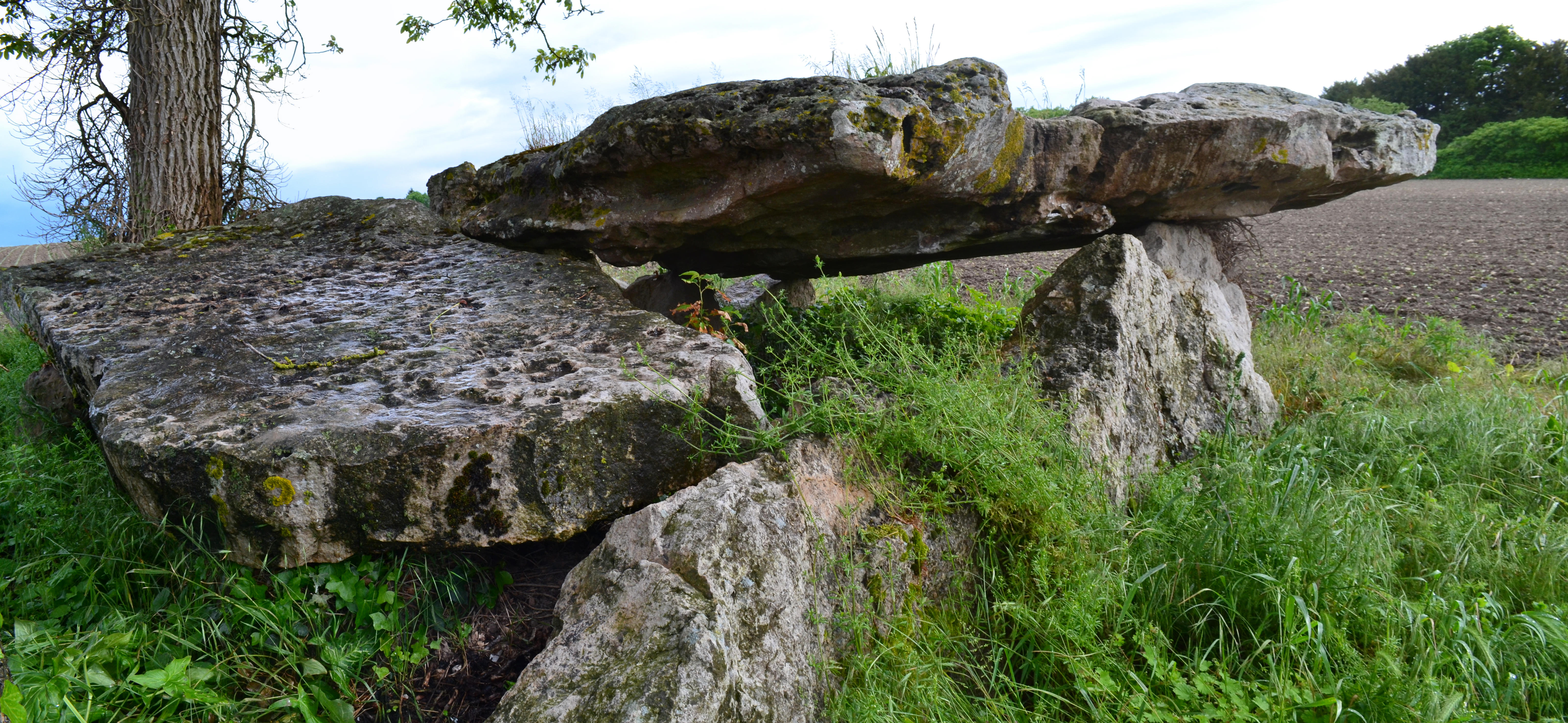
Dolmen Pierre couverte du Mousseau

## Beschreibung
Der zusammengefallene Dolmen vom Typ Angevin hat eine etwa 5 m lange und 4 m breite Kammer und einen mehrere Meter langen Zugang im Nordosten. Zwei Decksteine der Kammer (einer davon zerbrochen) und einer über dem Zugang sind vorhanden, aber verlagert. Die Kammer ist durch zwei quergestellte Orthostaten im Innenraum in drei Bereiche unterteilt. 
Der Dolmen ist seit 1984 als Monument historique registriert.